# Ratniks

Bandera de los Ratniks.

Los Ratniks (Ратник), o Guerreros por el Avance del Espíritu Nacional Búlgaro, eran miembros de una organización nacionalista búlgara de extrema derecha fundada en 1936. Sus ideas eran cercanas a las de los nacionalsocialistas alemanes, incluido el antisemitismo y el paramilitarismo, pero también la lealtad a la Iglesia ortodoxa búlgara. Los Ratniks (ratnitsi) vestían uniformes rojos en competencia directa con los comunistas por los corazones y las mentes de los jóvenes búlgaros, y también insignias con el Bogar: una cruz solar búlgara. 
A pesar de decretar su lealtad a la Monarquía y al Rey Boris III de Bulgaria, disolvió oficialmente la organización en abril de 1939. Sin embargo, la prohibición no se hizo cumplir y siguieron existiendo. Poco después de la prohibición, llevaron a cabo uno de sus actos más notorios, la llamada "Kristallnacht búlgara" cuando, el 20 de septiembre de 1939, los Ratniks marcharon en Sofía arrojando piedras a las tiendas judías. La policía no intervino y algunos escaparates se rompieron, aunque finalmente demostró tener mucho menos impacto que la versión alemana y fue condenado por la mayoría de los políticos. Alexander Belev, uno de los principales miembros del grupo, afirmó más tarde que el ataque había sido idea suya y que personalmente había dirigido la mafia.
Con la llegada del Ejército Rojo y los bolcheviques a Bulgaria el 9 de septiembre de 1944, los Ratniks desaparecieron de la escena búlgara. Muchos de los líderes se convirtieron en miembros del gobierno nacional búlgaro en el extranjero, algunos de los jóvenes Ratniks se convirtieron en voluntarios en la Wehrmacht, mientras que otros optaron por quedarse en Bulgaria y luchar contra los comunistas.